# 大河内孫之丞
大河内 孫之丞（おおこうち まごのじょう）は安土桃山時代から江戸時代にかけての武士。

## 概要
大河内氏は紀伊国名草郡山東荘大河内村の土豪であった。
当初は雑賀衆の1人として雑賀孫一に従い複数回戦功を挙げた。その後は荒木村重の家臣となり700石を領し、天正6年（1578年）5月の第一次太田城の戦いで戦功を挙げた。江戸時代に入り紀州藩が成立した後は御切米拾石三人扶持の藩士（準士）として菅沼正勝組に所属し、子孫も孫之丞を名乗った。